# Nationaal park Cevennen
Nationaal park Cevennen (Frans: Parc national des Cévennes) ligt tussen Sévérac-le-Château, Mende, Nîmes, Montpellier en Millau in de streek de Cevennen in het zuiden van Frankrijk. Het nationaal park, sinds 2 september 1970, valt voor het grootste deel onder de departementen Gard en Lozère.

## Het park
De oppervlakte van de Cevennen is circa 913 km² en is daarmee een van de grotere nationale parken in Frankrijk. Het park omspant 117 gemeenten en de hoogte in het park varieert van 378 m (Vallée Française) tot 1699 m (Pic de Finiels, Mont Lozère).
Het heeft een droog klimaat en de winters zijn doorgaans koud. Het landschap bestaat uit bremstruiken, jeneverbesstruiken en enkele bomen (beuken, dennen en eiken). Er zijn diverse roofvogels aanwezig zoals de slechtvalk, wouw, wespendief, Oehoe, vale gier, aasgier en monniksgier. 
In 2011 werden de Cevennen net als de Causses opgenomen door UNESCO op de werelderfgoedlijst als mediterraan agropastoraal cultuurlandschap.. Sinds 2021 is 75 hectare beukenbos op de Mont Aigoual ook erkend als UNESCO-Werelderfgoed (onderdeel van Oude en voorhistorische beukenbossen van de Karpaten en andere regio's van Europa).

Het is een natuurgebied met o.a.:
- Gorges du Tarn
- l'Aven Armand, druipsteengrot
- Chaos de Montpellier-le-Vieux
- Mont Aigoual met météorologisch museum en observatorium
- Mont Lozère
- Cirque de Navacelles
- La Grotte des Demoiselles
- Gorges de la Jonte

## Afbeeldingen

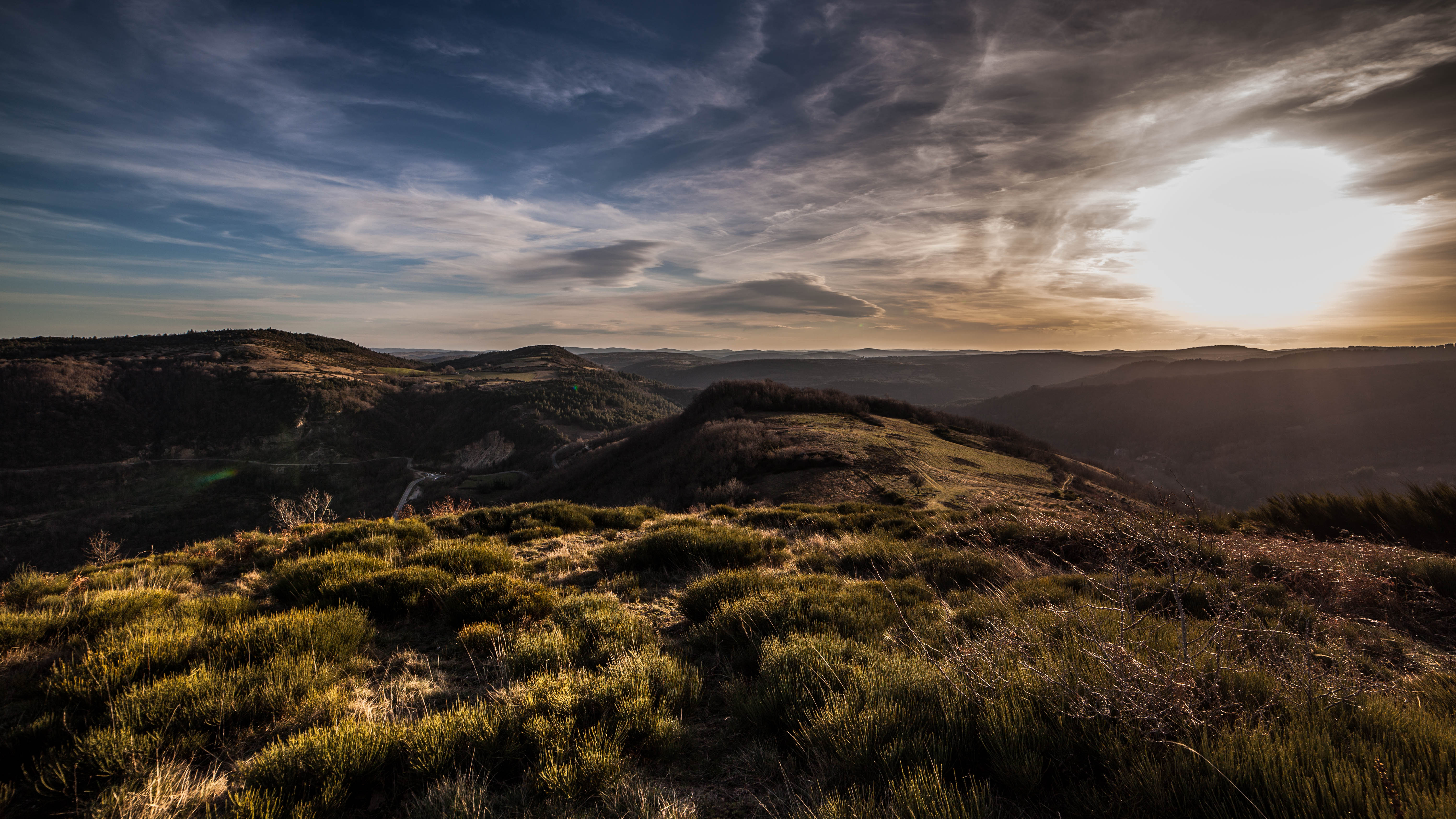
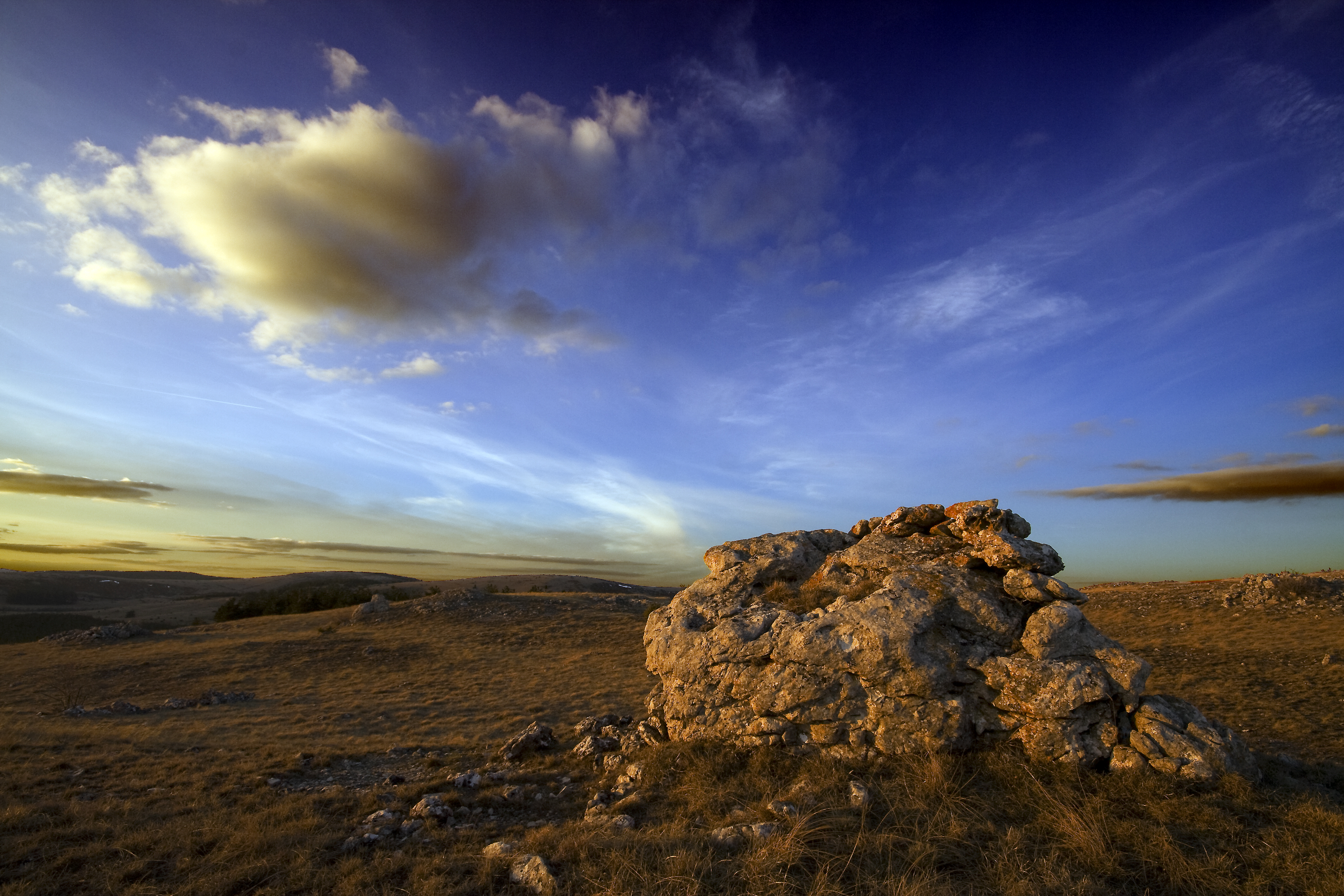
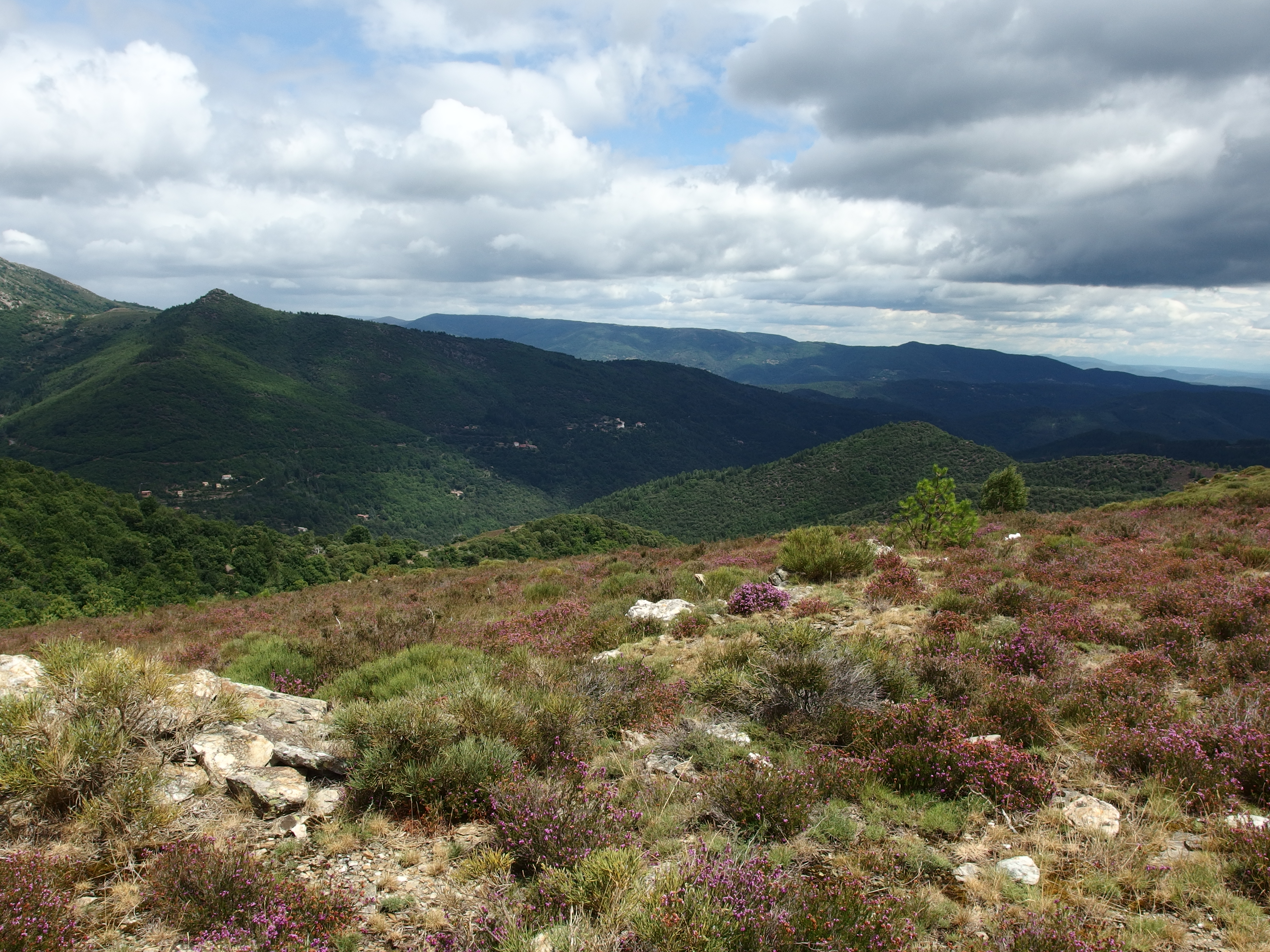
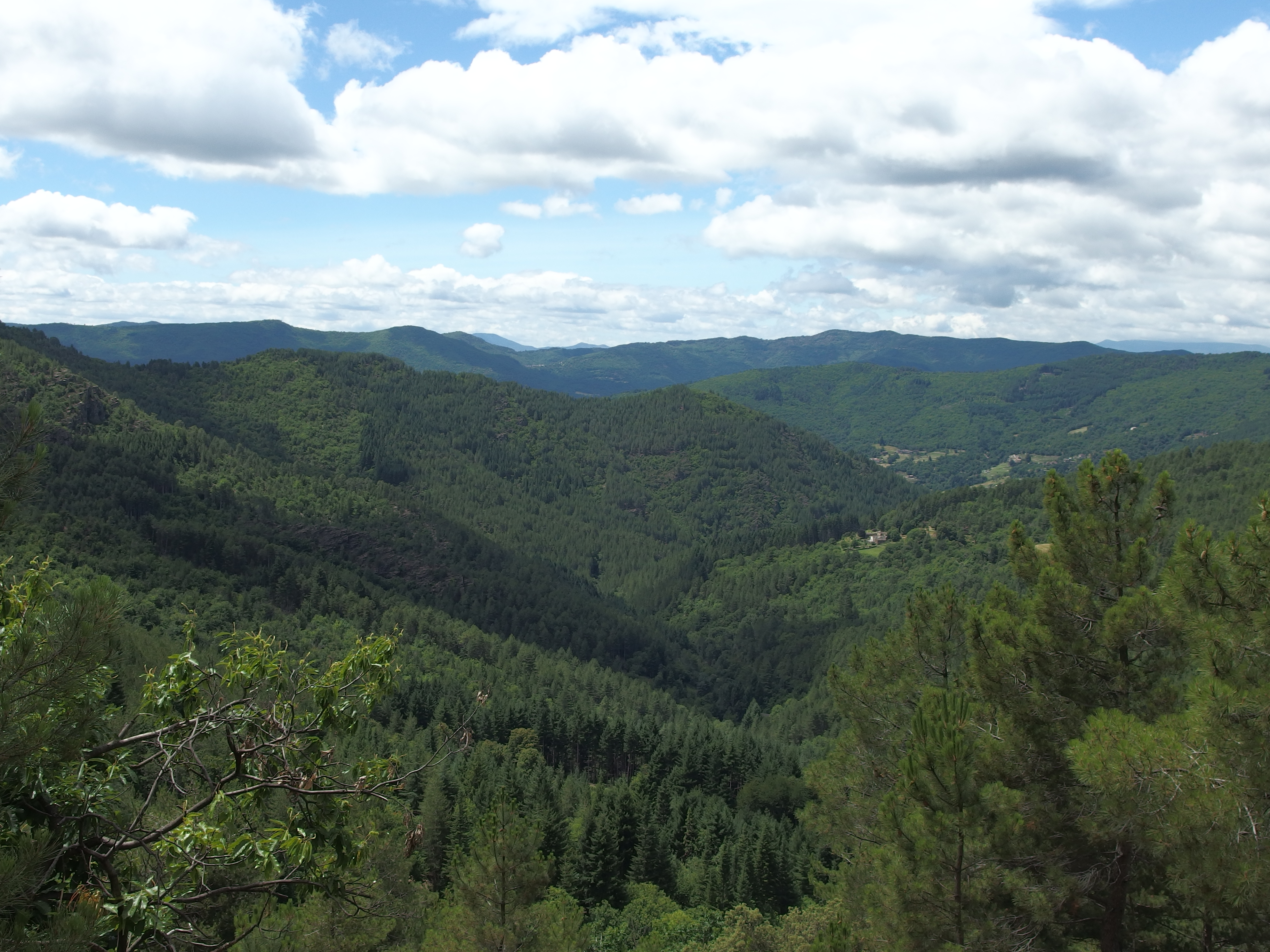
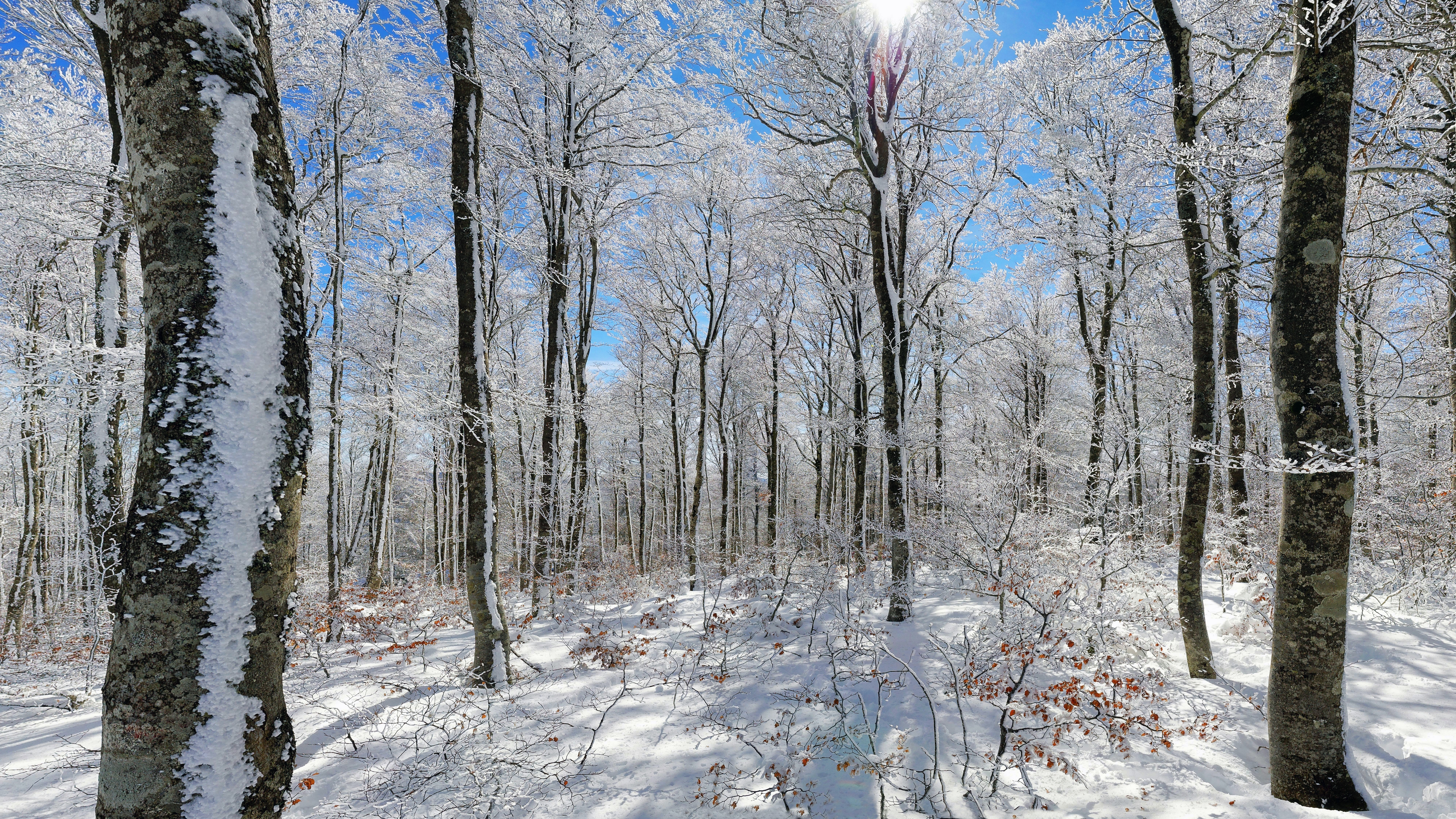
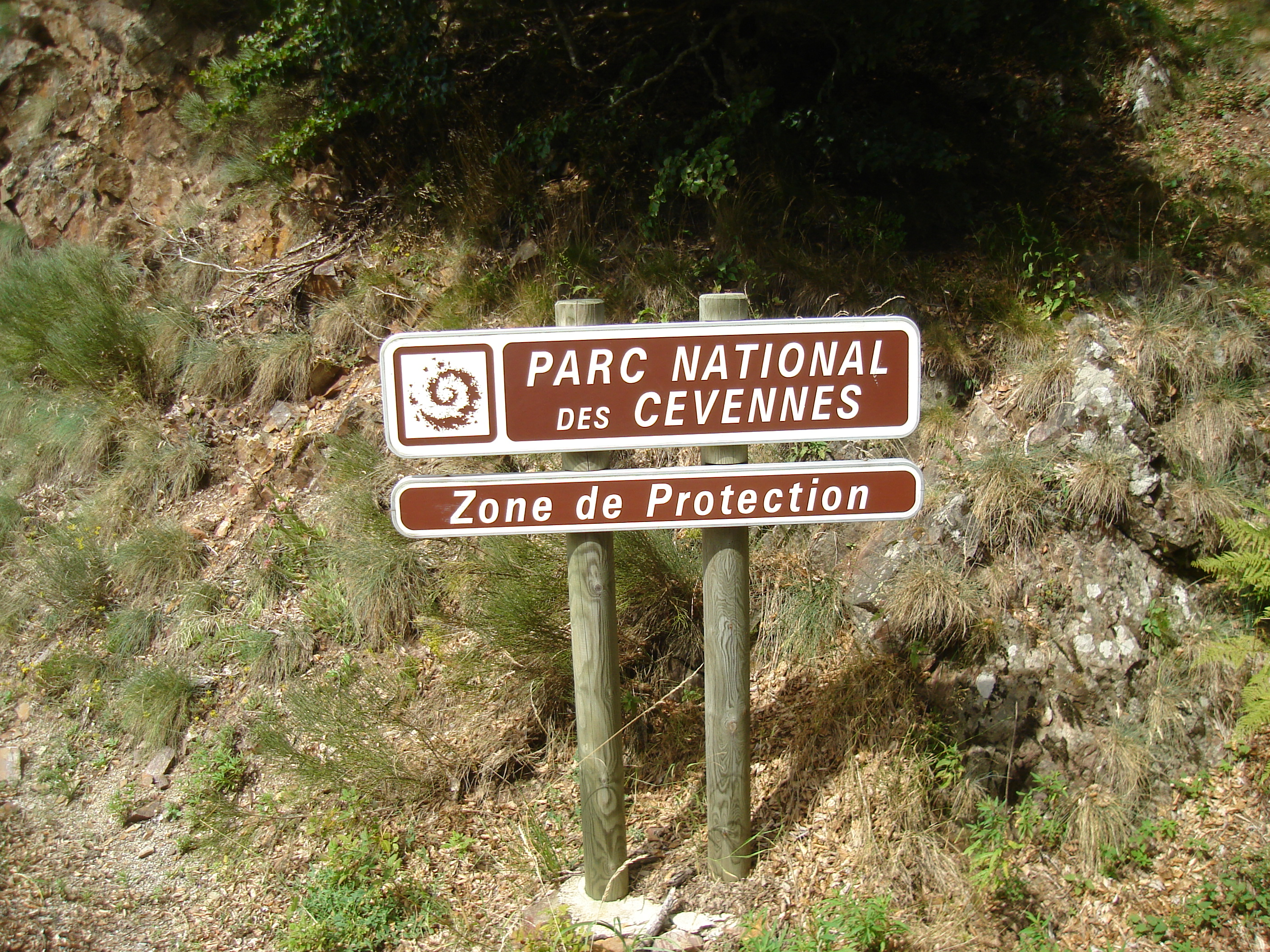
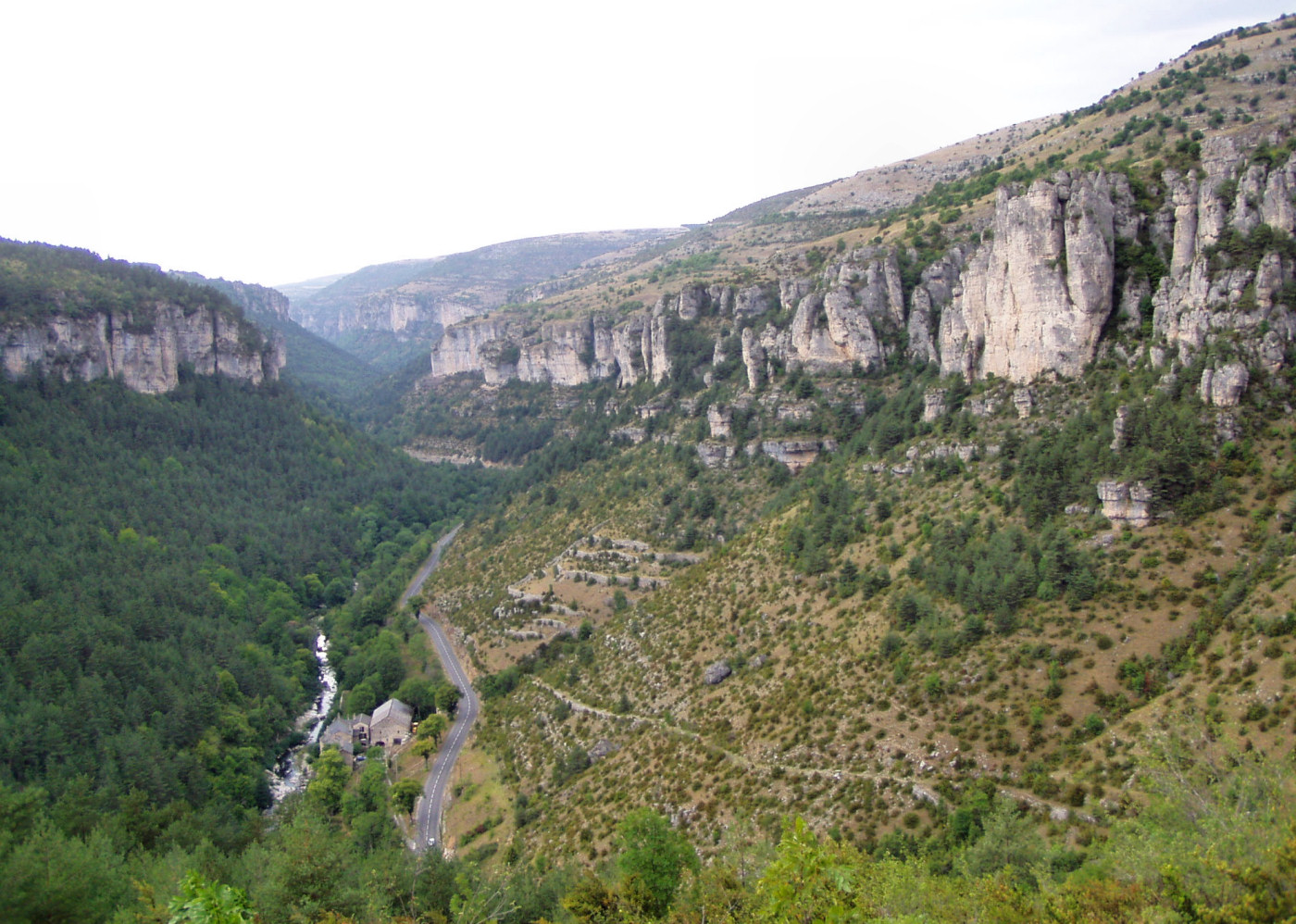